# Prince’s Wand

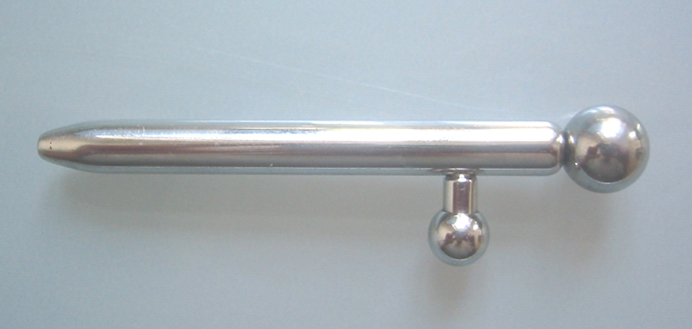
Ein Policeman’s Nightstick

Ein Prince’s Wand (englisch für Zauberstab des Prinzen, im Deutschen auch Prinzenzepter) oder Harnröhrendiabolo ist ein seltener Piercingschmuck für den Penis. Es handelt sich dabei um einen Stift oder eine Röhre, meist aus rostfreiem Edelstahl, die in die Harnröhre eingesetzt wird und mit einem Prinz-Albert-Piercing, Ampallang oder Apadravya fixiert wird. Ein Prince’s Wand kann die sexuelle Lust steigern und zur Harnröhrenstimulation beitragen. 

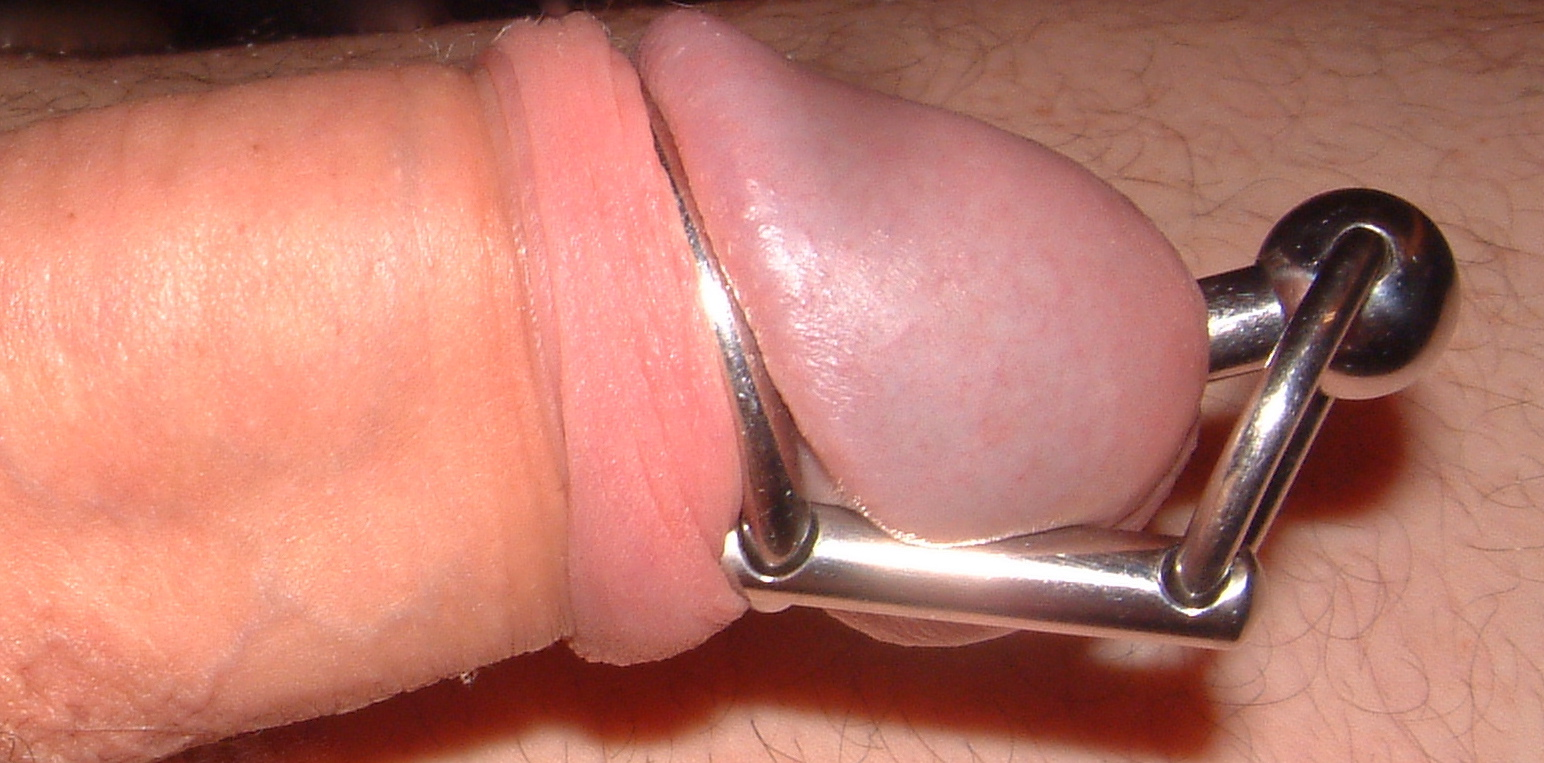
Pinless Wand

Es gibt drei Arten des Prince’s Wand:
- Die gewöhnlichste ist der Policeman’s Nightstick, der wie oben beschrieben eingesetzt wird. Er hat seinen Namen auf Grund der ähnlichen Form eines Polizeischlagstocks.
- Ein Ringed Wand hat einen oder mehrere Außenringe, die durch das untere Ende des Prinz Albert hindurch und einmal um den Penis herum verlaufen.
- Bei einem Pinless Wand ist kein Piercing erforderlich, um getragen werden zu können. Dieser wird nur durch Ringe um den Penis gehalten

Die Anfertigung eines Prince’s Wand ist in der Regel teuer, da es sich meist um eine Einzelanfertigung handelt, die genau an die entsprechende Penisgröße angepasst wird.